# Alakola Ella
Der Alakola Ella (singhalesisch අලකොල ඇල්ල/තාලිය වැටනු ඇල්ල), auch Thaliya Wetuna Ella genannt, ist ein Wasserfall im Alakola Estate (früher bekannt als Allen Cotte Watte) am Knuckles Mountain im Matale-Distrikt in der Zentralprovinz Sri Lankas. Der Name des Wasserfalls geht auf Allen Collen zurück, einen Landwirt der britischen Kolonialzeit. Die Huluganga Falls liegen etwa drei km südlich des Alakola Ella.